# 约尔格·施蒂布纳
约尔格·施蒂布纳（德語：Jörg Stübner，1965年7月23日—2019年6月24日），德国足球运动员，原民主德国国家足球队成员，为国家队出场47次。